# Lilla Lintjärnen
Lilla Lintjärnen är en sjö i Ljusdals kommun i Hälsingland och ingår i Ljusnans huvudavrinningsområde.